# تیم ملی بسکتبال لائوس
تیم ملی بسکتبال لائوس نماینده لائوس در مسابقات بین‌المللی بسکتبال است. این تیم بالاترین سطح بسکتبال در کشور لائوس نیز هست. این تیم از سال ۱۹۶۵ به فیبا پیوست.